# Ружансько
Ружансько (пол. Różańsko) — село в Польщі, у гміні Дембно Мисліборського повіту Західнопоморського воєводства.
Населення — 702 особи (2011).

## Демографія
Демографічна структура станом на 31 березня 2011 року:
|          | Загалом | Допрацездатний вік | Працездатний вік | Постпрацездатний вік |
| -------- | ------- | ------------------ | ---------------- | -------------------- |
| Чоловіки | 343     | 77                 | 235              | 31                   |
| Жінки    | 359     | 62                 | 216              | 81                   |
| Разом    | 702     | 139                | 451              | 112                  |